# Markus Draxler
Markus Draxler (* 5. April 1977 in Wasserburg am Inn) ist ein ehemaliger deutscher Eishockeyspieler, der unter anderem für die Starbulls Rosenheim und Iserlohn Roosters in der Deutschen Eishockey Liga auflief.

## Karriere
Draxler war mit 17 Jahren einer der jüngsten Spieler, die in der Saison 1994/95 in der neu gegründeten DEL aktiv waren. In der Zeit von 1994 bis 1996 war er neunmal für die Starbulls Rosenheim in der höchsten deutschen Spielklasse aktiv. Anschließend spielte er in der Saison 1997/98 beim damaligen zweiten Farmteam der Pittsburgh Penguins, den Johnstown Chiefs, in der nordamerikanischen East Coast Hockey League. Danach war er in diversen Ligen in Deutschland beschäftigt, wobei er in der Saison 2002/03 noch einmal in der höchsten deutschen Liga, der DEL, für die Iserlohn Roosters auflief und 46 Spiele absolvierte.
Insgesamt bestritt Draxler 55 Punktspiele in Deutschlands Elite-Liga. Zu seinem größten Erfolg zählt der Gewinn der Silbermedaille mit der deutschen U-18 Nationalmannschaft bei der Junioren-Europameisterschaft 1995 in Berlin.
Seine Profi-Laufbahn beendete der Stürmer nach der Saison 2006/07, in der er für die Hannover Indians spielte. 

## Erfolge und Auszeichnungen
- 1995 Vize-Europameister U-18 in Berlin
- 2008 Bayerischer Meister (4. Liga) mit dem EHC Waldkraiburg

## Karrierestatistik
(Legende zur Spielerstatistik: Sp oder GP = absolvierte Spiele; T oder G = erzielte Tore; V oder A = erzielte Assists; Pkt oder Pts = erzielte Scorerpunkte; SM oder PIM = erhaltene Strafminuten; +/− = Plus/Minus-Bilanz; PP = erzielte Überzahltore; SH = erzielte Unterzahltore; GW = erzielte Siegtore; 1 Play-downs/Relegation; Kursiv: Statistik nicht vollständig)